# Екстремисти
„Екстремисти“ (на английски: Extreme Ops) е екшън трилър от 2002 г. на режисьора Кристиан Дюге, по сценарий на Майкъл Зейдън, Тимъти Скот Богарт и Марк Мълин, и във филма участват Девън Сауа, Бриджит Уилсън, Рупърт Грейвс, Руфъс Сюъл, Хейно Фърч и Клаус Льович.